# Premio Joan Alcover de poesía en catalán
El Premio Joan Alcover de poesía en catalán (en catalán: Premi Joan Alcover de poesia en català) es un premio literario organizado por el ayuntamiento de la ciudad española de Palma de Mallorca desde 1955. Se otorga anualmente a una obra inédita de poesía escrita en catalán. Es una de las modalidades de los Premios literarios Ciudad de Palma, siendo junto al Premio Rubén Darío de poesía en castellano, una de las dos modalidades destinadas a premiar poesía.
El plazo para las inscripciones de candidaturas al premio se abre normalmente a mitad de año, siendo anunciado el ganador en el mes de enero. Para el año 2023 el premio contaba con una dotación de 12 000 euross, además de contemplar la publicación de la obra ganadora.
La premiación del escritor español Jorge Fernández Gonzalo en la edición de 2022 por su obra Ecogrames causó polémica, debido a que esta habría sido escrita originalmente en español, siendo traducida posteriormente al catalán por el mismo autor, quien además emitió se discurso de agradecimiento en español.

## Premiados
- 1955 Llorenç Moyà por La posada de la núvia
- 1956 Guillem Colom por La terra al cor
- 1957 Rafel Jaume por Las oraciones
- 1958 Baltasar Coll por L'arc
- 1959 No concedido
- 1960 No concedido
- 1961 Jaume Vidal Alcover por Dos viatges per mar
- 1962 Joan Valls por Les roses marginals
- 1963 No concedido
- 1964 Joan Manresa por Un, algunes vegades
- 1965 Guillem Frontera por El temps feixuc
- 1966 Jaume Pomar por Tota la ira dels justos
- 1968 Rafael Socias por Camina, caminaràs
- 1969 Bartomeu Fiol por Camp rodó
- 1970 Jaume Pomar por Inútil fracàs
- 1971 Oleguer Huguet por Amb l'arrel enlaire
- 1972 Miquel Àngel Riera por Poemes de Miamar
- 1973 Ramon Pinyol por Falconejant
- 1974 Xavier Vidal-Folch por Hem marxat amb el temps
- 1975 Francesc Parcerisas por Dues suites
- 1976 No concedido
- 1977 Pere Rosselló Bover por Aplec de distàncies
- 1978 No concedido
- 1979 Manuel Santos Sánchez por Rapsòdia nocturna
- 1980 Felip Demaldé por Crònica dels Argonautes
- 1981 Gaspar Jaén por La festa
- 1982 Guillem Soler Niell por Boulevards de tardor
- 1983 Andreu Vidal Sastre por March/Artur Necròpsia
- 1984 Jacint Sala por El xerrac i la subtilesa
- 1985 Antoni Vidal Ferrando por Racó de n'Aulet
- 1986 Joan Casas y Feliu Formosa por Amb efecte
- 1987 Margalida Pons por Les aus
- 1988 Antoni Clapés por Crepuscle de mots
- 1989 Miquel Bezares por Carnaval
- 1990 Arnau Pons por Intromissió
- 1991 Jordi Pàmias por Entre el record i el somni
- 1992 Josep Maria Llompart por Spiritual
- 1993 Josep Ballester por L'holandès errant
- 1994 Ponç Pons por On s'acaba el sender
- 1995 Antoni Vidal Ferrando por El batec de les pedres
- 1996 Lluís Calvo por L'estret de Bering
- 1997 Enric Casasses por Plaça Raspall
- 1998 Josep Ramon Roig por Malbé
- 1999 Susanna Rafart por Jardins d'amor advers
- 2000 Miquel Mestre por El foc del glaç
- 2001 Manel Ollé por Mirall negre
- 2002 Txema Martínez por Sentit
- 2003 Hèctor Bofill por Les genives cremades
- 2004 Josep Lluís Aguiló por Monstres
- 2005 Jordi Llavina por La corda del gronxador
- 2006 Pere Joan Martorell por Dansa nocturna
- 2007 Emmanuel David Marí por El tàlem
- 2008 Jaume Cristòfol Pons por Cilici
- 2009 Pere Perelló Nomdedéu por Potre(s)
- 2010 Miquel Cardell por Informacions meteorològiques
- 2011 Jordi Julià por Gent forastera
- 2012 Josep Maria Llauradó Pons por El vers de l'esclau
- 2013 Ben Clark por La Fiera
- 2014 Jordi Ibáñez Fanés por Davant la tomba d'Orfeu
- 2015 Marcel Riera Bou por Occident
- 2016 Joan Manuel Homar por La lentitud de la mirada
- 2017 Carles M. Sanuy por L'ordre de les coses
- 2018 Joan Manuel Pérez Pinya por Atletes de la fuga
- 2019 Raquel Casas Agustí por Estimar Nick Kamen
- 2020 Albert Garcia Elena por El coure sota el Hudson
- 2021 Elm Puig Mir por Planeta latent
- 2022 Jorge Fernández Gonzalo por Ecogrames[3]
- 2023 Marina de Cabo Pons por Deixar de fer peu